# Storyteller (Carrie Underwood)
Storyteller è il quinto album in studio della cantante statunitense Carrie Underwood, pubblicato il 23 ottobre 2015 dalla Arista Nashville e dalla 19 Recordings.

## Pubblicazione
Storyteller è stato annunciato da Carrie Underwood il 20 agosto 2015 tramite una diretta Facebook, durante la quale ne ha rivelato il titolo e la data di uscita.

## Promozione
A supporto dell'album, la cantante si è esibita nel Storyteller Tour: Stories in the Round da gennaio a novembre 2016.

## Accoglienza
| Recensione           | Giudizio |
| -------------------- | -------- |
| AllMusic             |          |
| Billboard            |          |
| Entertainment Weekly | A-       |
| Exclaim!             | 6/10     |
| Newsday              | B+       |
| Rolling Stone        |          |
| Spin                 | 7/10     |
| USA Today            |          |
| Vice                 | A-       |

Storyteller ha ottenuto recensioni prevalentemente positive da parte dei critici musicali. Su Metacritic, sito che assegna un punteggio normalizzato su 100 in base a critiche selezionate, l'album ha ottenuto un punteggio medio di 74 basato su nove critiche.

## Tracce
1. Renegade Runaway – 3:38
2. Dirty Laundry – 3:24
3. Church Bells – 3:13
4. Heartbeat – 3:30
5. Smoke Break – 3:18
6. Choctaw County Affair – 3:29
7. Like I'll Never Love You Again – 3:36
8. Chaser – 4:22
9. Relapse – 3:23
10. Clock Don't Stop – 3:21
11. The Girl You Think I Am – 3:37
12. Mexico – 3:27
13. What I Never Knew I Always Wanted – 3:33

Tracce bonus dell'edizione target
1. Heartbeat (stripped) – 3:21
2. Little Girl Don't Grow Up Too Fast – 4:26

## Successo commerciale
Storyteller ha debuttato al 2º posto della Billboard 200 con 177 000 unità, di cui 164 000 copie pure. Carrie Underwood è così diventata la prima artista country a debuttare con i primi cinque album in studio tra le prime sue posizioni. La settimana seguente è rimasto alla medesima posizione vendendo 81 000 unità, di cui 73 000 copie digitali, registrando un decremento complessivo del 54%. Nella Top Country Albums ha esordito direttamente in vetta, rendendo Underwood la prima artista ad accumulare sei album consecutivi al primo posto e la terza donna con più numero uno nella classifica, insieme a Dolly Parton, e dietro solo Reba McEntire e Loretta Lynn. Nella pubblicazione del 19 dicembre è tornato al vertice della classifica country con ulteriori 45 000 copie distribuite, un aumento del 62% rispetto alla settimana precedente.
Nella Official Albums Chart britannica ha fatto il suo ingresso alla 13ª posizione con 6 852 unità di vendita, segnando la seconda top twenty della cantante nella classifica. Nella ARIA Albums Chart il disco è entrato al 4º posto, eguganglindo Blown Away come suo piazzamento migliore in territorio australiano.

## Classifiche

### Classifiche settimanali
| Classifica (2015) | Posizione massima |
| ----------------- | ----------------- |
| Australia         | 4                 |
| Belgio (Fiandre)  | 87                |
| Belgio (Vallonia) | 193               |
| Canada            | 3                 |
| Irlanda           | 18                |
| Nuova Zelanda     | 13                |
| Paesi Bassi       | 67                |
| Regno Unito       | 13                |
| Stati Uniti       | 2                 |
| Svizzera          | 38                |

### Classifiche di fine anno
| Classifica (2015) | Posizione |
| ----------------- | --------- |
| Stati Uniti       | 108       |
| Classifica (2016) | Posizione |
| Stati Uniti       | 36        |